# طريقي (كتاب)
طريقي.. سنوات الحلم.. والصدام.. والعزلة من القرية إلى رئاسة مجلس الوزراء (الجزء الأول) كتاب من تأليف كمال الجنزوري رئيس مجلس الوزراء المصري الأسبق صدر عام 2013 عن دار الشروق في 225 صفحة  وصدرت الطبعة الثانية 2014. لسنوات طوال، ظل الدكتور كمال الجنزوري صامتًا لا يُدلي بحديث، ولا يظهر في أيّ لقاءات تلفزيونية، مفضلًا أن يساعد في صمت كل من يقصده للمشورة في أمور الوطن. سنوات عديدة من بعدها تغير حال مصر، فقرر حينها أن يكتب مذكراته، كي يلقي الضوء على مشوار طويل من العمل والكفاح مهد له الطريق من طفولة بقرية صغيرة إلى إنجازات متوالية في رئاسة الوزراء، لفترتين (من 1996 إلى 1999) و (من 2011 إلى 2012).

## محتوى الكتاب
إهداء - مقدمة الناشر - بداية وتقديم - أول المشوار - أمريكا والدكتوراه (الدكتوراه والبكاء - العودة إلى الوطن) - بداية السلم الوظيفي (مكتب للشؤون الاقتصادية - وكيل وزارة التخطيط) - بداية المناصب السياسية.. محافظ - المنصب الوزاري.. والمؤتمر الاقتصادي الأول والأخير (مفاجأة لم تتحقق - العمل البرلماني) - ترشيح.. ولكن اكتفى بنائب رئيس الوزراء (أحداث الأمن المركزي.. 25 فبراير 1986 - التاريخ كاد يتغير.. ولكن الولاء – التكليف كتابيا.. ولكن (مشكلة القروض العسكرية - عندما أقر غورباتشوف بصحة أرقام الجنزوري - الخلاف مع صندوق النقد - مسالك يوسف بطرس - عوائق تخطيتها بسلام - تصاعد نهب أراضي الدولة.. والتصدي لها - المشروع القومي لتنمية سيناء) - رئاسة مجلس الوزراء (الصبر.. التوافق.. المصالحة.. احترام القانون - الحكومة ومجلس الشعب - التفرغ للشأن العام.. وقلة غير منصفة - مشروع ميدور مع إسرائيل - المواطن المصري وصندوق النقد الدولي - المتلاعبون والإتفاق مع صندوق النقد - خصخصة تحت الرقابة) - انطلاق إلى عمران مصر - مكانة المنصب (الرحلة الآسيوية - تحالف.. ضد الصالح العام) - تعديل وزاري.. ولكن بقى (ألغام بالجملة) - لقاءات القادة.. ومصر (لقاء القادة العرب - لقاء القادة الأوروبيين - لقاء القادة الآسيويين - لقاءات قادة الاتحاد السوفيتي - لقاءات قادة الولايات المتحدة الأمريكية - مقابلة الرئيس ونتنياهو... وموقفي) - العام قبل الأخير 1998 - الوداع للمسئولية العام 1999 (الحلم الدائم - الوقيعة - الخبر الذي أراده صامتا.. ولم يكن - مكافأة نهاية الخدمة) - ما بعد انتهاء العمل العام (تصفيق - الخوف من الله.. يدعوني للاتصال - الولاء للوطن يدعوني للاستمرار - غاب المنطق وانتفت المصلحة العامة - تصرف مغرض أم موجه؟ - نهاية الطريق - نهاية النهاية) - صور لبعض لقاءات القادة.

## ملخص الكتاب
وضح الكتاب في بدايته سبب إصدار كمال الجنزوري لهذا الكتاب وذكر أن السبب هو تغيرات الأحداث السياسية والاقتصادية التي دفعت الجنزوري لكتابة خواطره عن رحلته الطويلة، تولى فيها مناصب خارج مصر ومنها خبير للتخطيط بهيئة الأمم المتحدة لدى هيئة التخطيط السعودي، ثم أرجع الفضل والخير الذي كان فيه لمقابلته عدد من كبار رجال مصر وذوي الفكر والأصالة لينهل منهم بالمعرفة وهم نائب رئيس الجمهورية السيد عبد اللطيف البغدادي والدكتور إبراهيم حلمي عبد الرحمن والدكتور عبد المنعم القيسوني نائب رئيس الوزراء والمهندس محمد علي فرج والدكتور لبيب شقير والدكتور سيد جاب الله والدكتور إسماعيل صبري عبد الله والدكتور محمد محمود الإمام، والدكتور عبد الرزاق عبد المجيد وغيرهم.
قدم الجنزوري في منتصف الكتاب روايته عن أول المشوار الذي بدأ في كتاب القرية وتحفيظ القرآن الكريم على يد الشيخ سليمان بيومي ثم مدرسة الإلزامية وناظرها الشاعر الجليل أستاذ عبد الحميد العيسوي، حيث كان يجلس مع كبار القرية ليستمع لحديثهم في فترة الحرب العالمية الثانية. قدم إلى القاهرة وهو في عمر الثانية عشر ليدرس الثانوية وبقى مع أقاربه الذين كانوا ينتمون إلى حزب الوفد فكان يستمع أنشطتهم طوال الوقت وزار حزب مصر الفتاة. تخرج من كلية الزراعة في 1957 والتحق بالجيش في أكتوبر في نفس العام، وكانت أول وظيفة قبل الجيش تدعى خبير الغلال في فرع لبنك الائتمان الزراعي بمدينة المحلة الكبرى في محافظة الغربية ولكنه اختلف مع المدير مما لم يدوم في الوظيفة طويلا، حيث دخل الجيش في سلاح الإشارة ثم تناقل بين الأسلحة الأخرى، ثم ظهر أمامه إعلان منحتين لدراسة الماجستير في الولايات المتحدة الأمريكية في اخر شهور التجنيد وتقدم لها وبعد الموافقة كان الجيش عائقا أمام سفره ولكنه كرر المحاولة مجددا في 1963 في منحة الدكتوراه وحصل عليها عام 1967.
يواصل الجنزوري في سرد أحداث وقعت له في أمريكا ومعاناته النفسية في الجامعة بالسعادة والضغط وهذا خلال زواجه وإنجابه لفتاته الأولى والثانية في ظروف كانت بها جيش مصر ينسحب من سيناء فتأثر إلى حد البكاء، وعاد إلى مصر.
تحدث الجنزوري عن تدرجه في في السلم الوظيفي والذي بدأ في وزارة التخطيط ومكتب للشئون الاقتصادية مع وكيل وزارة التخطيط، ثم ذكر بعدها المناصب السياسية وحكى عن حياته كمحافظ ثم المنصب الوزاري والمؤتمر الاقتصادي الأول والأخير ويحكي بالتفصيل عن حواراته ونقاشه المطول وكواليس وظيفته واخفاقات ونجاحات مرت عليه، ثم كواليس مجلس الشعب ومواقف عدة قصصها خلال الكتاب وفي النهاية والتي فجر فيها مفاجأة انتخابات مجلس الشعب عام 2010 والتي صرح أنها مزورة تزويرا فجا ورفضه لاستمرارها وأكد وقتها صمت الكثير وتجاهل الكثير من كلامه.

## نقد وتعليقات
كتب محمد عبد الرحمن عريف على موقع "رأي اليوم": "تحدث الجنزوري في مذكراته كثيرًا عن مبارك، واصفًا إياه بالشخص الذي يخطط دائمًا للسيطرة على كل شيء، لكنه مع ذلك كان شخصية غامضة لا تعرف ردة فعله ولا طريقة تفكيره في الأمور. ودلل الجنزوري على ذلك بما حدث في عيد العمال عام 2002. وكانت هذه هي المناسبة الأولى التي يحضرها الجنزوري بعد سنوات من الحصار والعزلة التي تعرّض لها عقب خروجه من السلطة. وقال الجنزوري: "إن حضوره هذا الاحتفال كان كفيلًا بالقضاء على علاقته بمبارك نهائيًا بسبب الحفاوة التي نالها ومن الجمهور الحاضر". وأورد في مذكراته: "عند دخولي القاعة وقف الحضور مصفقين وهاتفين الجنزوري رجل الفقراء وكان الهتاف شديدًا وطويلًا، جلست بجوار الدكتور عبد العزيز حجازي والدكتور على لطفى كرؤساء مجلس وزراء سابقين، وبعد أن انتهى الرئيس من خطابه تقدّم نحونا وأمسك بيدي ورفعها أمام العمال. كانت تلك محاولة من الرئيس لإرسال رسالة إلى العمال وأيضًا إلى الشعب أن كل رؤساء الوزارات السابقين ما زالوا رجالي، أي أن التصفيق الذي نلته من الحضور هو لأنني جزء من النظام الذي يقوده، فلا تحية ولا تصفيق إلّا له." ويواصل الكاتب ويسرد وقائع عن أحداث الأمن المركزي في 25 فبراير 1986: "تحدثت إلى المشير أبو غزالة وقلت له هل طلبت من الرئيس نزول الجيش لأن الموقف في غاية الخطورة، فأجابه أنه طلب منه أكثر من مرة لكنه ما زال مترددًا. وبعدها بدقائق طلب الجنزوري المشير ثانية ليكرر طلبه، ليجيبه أنه أصدر أوامره بتحرك الجيش، وبعدها بنصف ساعة صدر قرار الرئيس وكان الجيش في الشارع بالفعل. كشفت أحداث الأمن المركزي عن مدى خوف مبارك من نزول الجيش للشارع وكان هذا الشعور بالخوف تغذيه شعبية وزير الدفاع عبد الحميد أبو غزالة. فقد كان الرجل محبوبًا لدى قطاع من المصريين."
كتب مصطفى رحومة على موقع الوطن في يوم وفاة الجنزوري 31 مارس 2021: "يشير الجنزوري، إلى أنَّ بعض الوزراء كانوا يغيبون عن اجتماع الجلسات الأسبوعية لمجلس الوزراء من أجل أن يكونوا بصحبة حرم الرئيس مبارك السيدة سوزان مبارك، ليخرجوا معها في جولاتها، ما جعله يطلب من مدير مراسم مجلس الوزراء الاتصال بمكتب حرم الرئيس وإبلاغها الرسالة التالية: "هل نلغي اجتماع مجلس الوزراء الأسبوعي أم نؤجله أم نقلل عدد الوزراء المصاحبين لها في جولاتها؟" وكان رد السيدة سوزان غاضبًا: "خلاص مش عايزة حد"، إلا أن الجنزوري قال: "الحق أنها لم تفعل شيئا معلنًا مضادًا أو مترتبًا عن هذه الرسالة ولا فعل الرئيس ولا أحسست أنها أوصت بذلك كما أنني لم أسع لاسترضائها لأنني لم أفعل سوى الصواب بل وشعرت بالراحة لانني فعلت ما يجب أن أفعله."
نشرت صحيفة الشروق يوم وفاة الجنزوري مقالة للصحفية بسنت الشرقاوي جاء فيها: «توفي الجنزوري اليوم عن عمر يناهز 88 عاما، بعد مسيرة إدارية وسياسية كبيرة، حيث تولى رئاسة الحكومة مرتين، أولهما في النصف الثاني من التسعينيات بعد انطلاق برنامج الخصخصة وتغيير بوصلة مصر الاقتصادية بالكامل، والمرة الثانية كانت في ظروف دقيقة شهدت إدارة المجلس الأعلى للقوات المسلحة شؤون البلاد استثنائي، وأجريت خلالها الاستحقاقات الانتخابية الأهم بعد ثورة 25 يناير 2011، بانتخاب مجلسي الشعب والشورى ورئيس الجمهورية.»
كتب خالد محمود على موقع صحيفة الإمارات اليوم في 2 أبريل 2021: "على العكس من مذكرات السياسيين التي تتسم بالتحفظ، تطرق الجنزوري في مذكراته إلى كواليس الخلافات داخل مجلس الوزراء أثناء تعيينه وزيراً أو رئاسته للحكومة"، وتابع الكاتب قائلاً: "اللافت في مسيرة الجنزوري توليه الحكومة بعد ثورة 25 يناير 2011 في مصر، رغم توليه الموقع ذاته أثناء حقبة مبارك، التي خرجت ضدها التظاهرات، لكن الجنزوري يشير في المذكرات إلى أنه "لم يكن عضواً في الحزب الوطني"، "ولم يحضر اجتماعاته"، في محاولة لوضع مسافة - وصفت بالشكلية من قبل مراقبين - بينه وبين سياسات تلك الفترة. الطريف أن الجنزوري قال حين اعترضت قطاعات من شباب 25 يناير على توليه الحكومة، مشيرة إلى تقدّمه في العمر "ليه يعني؟ هو رئيس الحكومة بيشيل حديد يعني؟". يذكر أن الجنزوري قد تعرض في حقبتيه الوزاريتين لحملات هجومية إعلامية متواصلة من الصحف المصرية، كان أشهرها الحملة التي قادها ضده الكاتب الصحافي عادل حمودة، والتي أصدر عنها لاحقاً كتاباً بعنوان "أنا والجنزوري - أسرار معركة خفية في كواليس الصحافة والسياسة".

## وصلات خارجية
https://www.goodreads.com/ar/book/show/19308711 طريقي (كتاب)
https://www.youtube.com/watch?v=ByiEhn4YfUs طريقي (كتاب)
https://www.dailymotion.com/video/x5ys17k طريقي (كتاب)